# 天主教莫日达斯克鲁济斯教区
天主教莫日達斯克魯濟斯教區（拉丁語：Dioecesis Crucismogiensis），是巴西一個天主教教區，位於聖保羅州東部，屬聖保羅總教區。
教區成立於1962年6月9日，2004年有教友596,565人，佔總人口48.3%。有四十三個堂區、司鐸七十二人。現任教區主教為伯多祿·路易斯·斯特林吉尼。